# Черемисов, Леонтий Георгиевич
Лео́нтий Гео́ргиевич Череми́сов (1 июля 1893, с. Лысые Горы, Саратовская губерния — 17 ноября 1967, Оренбург) — советский военачальник, генерал-лейтенант (1945 год).

## Начальная биография
Родился 1 июля 1893 года в селе Лысые Горы, в марийской семье Аткарского уезда Саратовской губернии.

## Военная служба

### Первая мировая и Гражданская войны
В сентябре 1915 года был призван в ряды русской армии. Принимал участие в Первой мировой войне рядовым, помощником командира роты.
В 1916 году закончил учебную команду, а в 1917 году — школу прапорщиков.
С 1919 по 1921 годы принимал участие в Гражданской войне и воевал на Южном и Восточном фронтах против войск генерала Деникина, принял участие в ликвидации восстания А. П. Сапожкова в качестве помощника командира роты, командира роты, батальона, стрелкового полка. С июля 1920 года командовал 511-м отдельным стрелковым батальоном, батальоном 292-го стрелкового полка 33-й стрелковой дивизии и 292-м стрелковым полком.

### Межвоенный период
С сентября 1921 года служил в 27-й стрелковой дивизии помощником командира и командир 240-го стрелкового полка, командиром батальона 80-го стрелкового полка, помощником командира 80-го и 79-го стрелковых полков, начальником дивизионной школы и командиром батальона 79-го стрелкового полка.
В 1925 году окончил курсы усовершенствования комсостава РККА «Выстрел».
В феврале 1926 года был переведён в 99-й стрелковый полк 33-й стрелковой дивизии, где исполнял должность помощника командира полка по строевой части, начальника штаба полка, командира полка.
В 1930 году повторно окончил курсы усовершенствования комсостава РККА «Выстрел».
Вступил в ВКП(б) в 1932 году.
С апреля 1932 года Черемисов служил помощником командира 81-й стрелковой, а с июля 1933 года — 43-й стрелковых дивизий. С октября 1934 года работал начальником отдела боевой подготовки Совета ОСОАВИАХИМа Западной области.
В 1938 году окончил факультет заочного и вечернего обучения Военной академии им. М. В. Фрунзе.
С марта 1938 года командовал 68-й Туркестанской горнострелковой дивизией, а с февраля 1939 года — 20-м стрелковым корпусом (2-я Краснознамённая армия, Дальневосточный фронт), а с июля 1940 года — 15-й армией.

### Вторая мировая война
В ноябре 1941 года был назначен на должность помощника командующего войсками Дальневосточного фронта по вузам, а 8 сентября 1943 года — на должность командующего вновь сформированной 16-й армии в составе Дальневосточного фронта. Армия прикрывала советско-японскую границу на Сахалине, а с весны 1945 года также обороняла побережье Татарского пролива от города Советская Гавань до Николаевска-на-Амуре. 5 августа 1945 года армия была включена во 2-й Дальневосточный фронт. В ходе советско-японской войны наряду с Северной Тихоокеанской флотилией армия провела Южно-Сахалинскую операцию, в ходе которой освободила Южно-Сахалинск. Также 16-я армия частью сил участвовала в Курильской десантной операции.

### Послевоенная карьера
С окончанием войны служил комендантом 103-го укреплённого района в Дальневосточном военном округе, в 1946 году был назначен на должность заместителя командующего войсками Приморского военного округа, а в 1948 году — на должность помощника командующего войсками Южно-Уральского военного округа по вузам.
В 1958 году вышел в отставку, жил в Оренбурге, где и умер 17 ноября 1967 года.

## Награды
- Орден Ленина (21.02.1945);
- Три ордена Красного Знамени (4.06.1944, 3.11.1944; 20.06.1949)
- Орден Кутузова 1-й степени (8.09.1945);
- Медали[1].

## Воинские звания
- полковник (31.05.1936)
- комбриг (20.03.1938)
- комдив (05.02.1939)
- генерал-майор (04.06.1940)
- генерал-лейтенант (08.09.1945)